# Hofmark Aldersbach

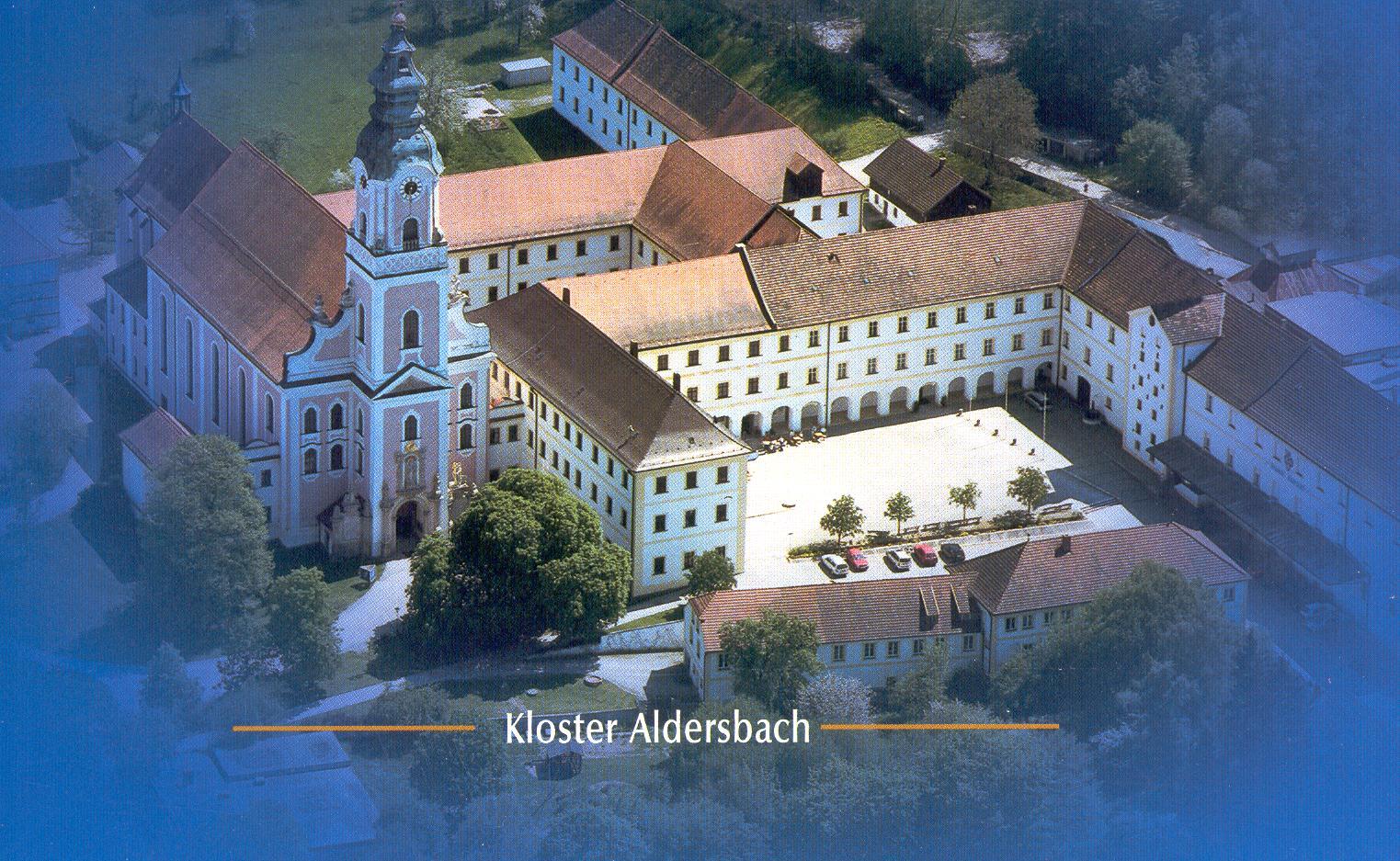
Kloster Aldersbach

Die Hofmark Aldersbach war eine Hofmark des Klosters Aldersbach in Aldersbach, heute eine Gemeinde im niederbayerischen Landkreis Passau.

## Geschichte
Die Hofmark entwickelte sich aus der Zusammenfassung der Verwaltung zahlreicher Grangien, die dem Kloster im 12. Jahrhundert als Schenkungen zufielen. Im Jahr 1334 erhielt das Kloster für alle seine Besitzungen die Privilegierung und damit den Status einer Hofmark und 1338 erhielt das Kloster die Niedere Gerichtsbarkeit.
Unter Abt Wolfgang Marius, Abt von 1514 bis 1544, versuchte der bayerische Herzog Ludwig, die Hofmark des Klosters einzuziehen. Nachdem um 1533 die Einziehung und Unterstellung unter das Landgericht Vilshofen erfolgt war, kam nach langen Verhandlungen im Jahr 1538 die Hofmark wieder an das Kloster.
In den folgenden Jahrhunderten wurde der Güterbesitz des Klosters Aldersbach durch Zukauf stark vergrößert. Die Besitzungen befanden sich in Aldersbach, Gumperting, Karling, Sammerei, Weng und Wifling.
Durch die Säkularisation 1802/03 kam die Hofmark Aldersbach unter die Verwaltung des Landgerichts Vilshofen.